# Över-Stensjön
Över-Stensjön är en sjö i Ånge kommun i Medelpad och ingår i Delångersåns huvudavrinningsområde. Sjön har en area på 0,56 kvadratkilometer och ligger 398 meter över havet. Sjön avvattnas av vattendraget Stensjöån.

## Delavrinningsområde
Över-Stensjön ingår i det delavrinningsområde (690443-151926) som SMHI kallar för Utloppet av Överstensjön. Medelhöjden är 441 meter över havet och ytan är 12,8 kvadratkilometer. Det finns ett avrinningsområde uppströms, och räknas det in blir den ackumulerade arean 23,14 kvadratkilometer. Stensjöån som avvattnar avrinningsområdet har biflödesordning 2, vilket innebär att vattnet flödar genom totalt 2 vattendrag innan det når havet efter 134 kilometer. Avrinningsområdet består mestadels av skog (78 procent) och sankmarker (12 procent). Avrinningsområdet har 0,69 kvadratkilometer vattenytor vilket ger det en sjöprocent på 5,4 procent.